# Peracense
Peracense est une commune d’Espagne, dans la Comarque du Jiloca, province de Teruel, communauté autonome d'Aragon.

## Lieux et monuments
Château de Peracense